# 1.ª etapa de la Vuelta a España 2022
La 1.ª etapa de la Vuelta a España 2022 tuvo lugar el 19 de agosto de 2022 en los Países Bajos y consistió en una contrarreloj por equipos con inicio y final en la ciudad de Utrecht sobre un recorrido de 23,3 km. Esta fue ganada por el Jumbo-Visma y el neerlandés Robert Gesink se convirtió en el primer líder de la prueba.

## Clasificación de la etapa
| Utrecht - Utrecht | contrarreloj por equipos | (23,3 km) |

| \| Clasificación de la etapa \| Clasificación de la etapa \| Clasificación de la etapa \| Clasificación de la etapa \| Clasificación de la etapa \| Clasificación de la etapa \| \| Equipo \| Equipo \| Tiempo \| Diferencia \| Promedio \| \| \| ------------------------- \| ------------------------- \| ------------------------- \| ------------------------- \| ------------------------- \| ------------------------- \| \| 1.º \| Jumbo-Visma \| 24 min 40 s \| \| 56.676 km/h \| \| \| 2.º \| Ineos Grenadiers \| 24 min 53 s \| + 13 s \| 56.182 km/h \| \| \| 3.º \| Quick-Step Alpha Vinyl \| 24 min 54 s \| + 14 s \| 56.145 km/h \| \| \| 4.º \| BikeExchange-Jayco \| 25 min 11 s \| + 31 s \| 55.513 km/h \| \| \| 5.º \| UAE Team Emirates \| 25 min 13 s \| + 33 s \| 55.440 km/h \| \| \| 6.º \| Groupama-FDJ \| 25 min 18 s \| + 38 s \| 55.257 km/h \| \| \| 7.º \| Bora-Hansgrohe \| 25 min 21 s \| + 41 s \| 55.148 km/h \| \| \| 8.º \| Trek-Segafredo \| 25 min 22 s \| + 42 s \| 55.112 km/h \| \| \| 9.º \| Bahrain Victorious \| 25 min 22 s \| + 42 s \| 55.112 km/h \| \| \| 10.º \| Movistar Team \| 25 min 23 s \| + 43 s \| 55.076 km/h \| \| |                        |             |            |             |
| |                        |             |            |             |
| Fuente: ProCyclingStats |                        |             |            |             |
| Clasificación de la etapa |                        |             |            |             |
| Equipo | Equipo                 | Tiempo      | Diferencia | Promedio    |
| 1.º | Jumbo-Visma            | 24 min 40 s |            | 56.676 km/h |
| 2.º | Ineos Grenadiers       | 24 min 53 s | + 13 s     | 56.182 km/h |
| 3.º | Quick-Step Alpha Vinyl | 24 min 54 s | + 14 s     | 56.145 km/h |
| 4.º | BikeExchange-Jayco     | 25 min 11 s | + 31 s     | 55.513 km/h |
| 5.º | UAE Team Emirates      | 25 min 13 s | + 33 s     | 55.440 km/h |
| 6.º | Groupama-FDJ           | 25 min 18 s | + 38 s     | 55.257 km/h |
| 7.º | Bora-Hansgrohe         | 25 min 21 s | + 41 s     | 55.148 km/h |
| 8.º | Trek-Segafredo         | 25 min 22 s | + 42 s     | 55.112 km/h |
| 9.º | Bahrain Victorious     | 25 min 22 s | + 42 s     | 55.112 km/h |
| 10.º | Movistar Team          | 25 min 23 s | + 43 s     | 55.076 km/h |

## Clasificaciones al final de la etapa

### Clasificación general
| \| Clasificación general \| Clasificación general \| Clasificación general \| Clasificación general \| Clasificación general \| \| Ciclista \| Ciclista \| Equipo \| Tiempo \| \| \| --------------------- \| --------------------- \| --------------------- \| --------------------- \| --------------------- \| \| 1.º \| Robert Gesink \| Jumbo-Visma \| 24 min 40 s \| \| \| 2.º \| Primož Roglič \| Jumbo-Visma \| + 0 s \| \| \| 3.º \| Chris Harper \| Jumbo-Visma \| + 0 s \| \| \| 4.º \| Sepp Kuss \| Jumbo-Visma \| + 0 s \| \| \| 5.º \| Rohan Dennis \| Jumbo-Visma \| + 0 s \| \| \| 6.º \| Edoardo Affini \| Jumbo-Visma \| + 0 s \| \| \| 7.º \| Sam Oomen \| Jumbo-Visma \| + 0 s \| \| \| 8.º \| Mike Teunissen \| Jumbo-Visma \| + 0 s \| \| \| 9.º \| Ethan Hayter \| Ineos Grenadiers \| + 13 s \| \| \| 10.º \| Richard Carapaz \| Ineos Grenadiers \| + 13 s \| \| |                 |                  |             |
| |                 |                  |             |
| Fuente: ProCyclingStats |                 |                  |             |
| Clasificación general |                 |                  |             |
| Ciclista | Ciclista        | Equipo           | Tiempo      |
| 1.º | Robert Gesink   | Jumbo-Visma      | 24 min 40 s |
| 2.º | Primož Roglič   | Jumbo-Visma      | + 0 s       |
| 3.º | Chris Harper    | Jumbo-Visma      | + 0 s       |
| 4.º | Sepp Kuss       | Jumbo-Visma      | + 0 s       |
| 5.º | Rohan Dennis    | Jumbo-Visma      | + 0 s       |
| 6.º | Edoardo Affini  | Jumbo-Visma      | + 0 s       |
| 7.º | Sam Oomen       | Jumbo-Visma      | + 0 s       |
| 8.º | Mike Teunissen  | Jumbo-Visma      | + 0 s       |
| 9.º | Ethan Hayter    | Ineos Grenadiers | + 13 s      |
| 10.º | Richard Carapaz | Ineos Grenadiers | + 13 s      |

### Clasificación por puntos
| Clasificación por puntos | Clasificación por puntos | Clasificación por puntos | Clasificación por puntos | Clasificación por puntos |
| Ciclista                 | Ciclista                 | Equipo                   | Puntos                   |                          |
| ------------------------ | ------------------------ | ------------------------ | ------------------------ | ------------------------ |

### Clasificación de la montaña
| Clasificación de la montaña | Clasificación de la montaña | Clasificación de la montaña | Clasificación de la montaña | Clasificación de la montaña |
| Ciclista                    | Ciclista                    | Equipo                      | Puntos                      |                             |
| --------------------------- | --------------------------- | --------------------------- | --------------------------- | --------------------------- |

### Clasificación de los jóvenes
| Clasificación del mejor joven | Clasificación del mejor joven | Clasificación del mejor joven | Clasificación del mejor joven | Clasificación del mejor joven |
| Ciclista                      | Ciclista                      | Equipo                        | Tiempo                        |                               |
| ----------------------------- | ----------------------------- | ----------------------------- | ----------------------------- | ----------------------------- |
| 1.º                           | Ethan Hayter                  | Ineos Grenadiers              | 24 min 53 s                   |                               |
| 2.º                           | Pavel Sivakov                 | Ineos Grenadiers              | + 0 s                         |                               |
| 3.º                           | Carlos Rodríguez              | Ineos Grenadiers              | + 0 s                         |                               |
| 4.º                           | Lucas Plapp                   | Ineos Grenadiers              | + 0 s                         |                               |
| 5.º                           | Remco Evenepoel               | Quick-Step Alpha Vinyl        | + 1 s                         |                               |
| 6.º                           | Ilan Van Wilder               | Quick-Step Alpha Vinyl        | + 1 s                         |                               |
| 7.º                           | Kelland O'Brien               | BikeExchange-Jayco            | + 18 s                        |                               |
| 8.º                           | Kaden Groves                  | BikeExchange-Jayco            | + 18 s                        |                               |
| 9.º                           | Brandon McNulty               | UAE Team Emirates             | + 20 s                        |                               |
| 10.º                          | Juan Ayuso                    | UAE Team Emirates             | + 20 s                        |                               |

### Clasificación por equipos
| Clasificación por equipos | Clasificación por equipos | Clasificación por equipos | Clasificación por equipos |
| Equipo                    | Equipo                    | Tiempo                    |                           |
| ------------------------- | ------------------------- | ------------------------- | ------------------------- |
| 1.º                       | Jumbo-Visma               | 24 min 40 s               |                           |
| 2.º                       | Ineos Grenadiers          | + 13 s                    |                           |
| 3.º                       | Quick-Step Alpha Vinyl    | + 14 s                    |                           |
| 4.º                       | BikeExchange-Jayco        | + 31 s                    |                           |
| 5.º                       | UAE Team Emirates         | + 33 s                    |                           |
| 6.º                       | Groupama-FDJ              | + 38 s                    |                           |
| 7.º                       | Bora-Hansgrohe            | + 41 s                    |                           |
| 8.º                       | Trek-Segafredo            | + 42 s                    |                           |
| 9.º                       | Bahrain Victorious        | + 42 s                    |                           |
| 10.º                      | Movistar Team             | + 43 s                    |                           |

## Abandonos
Ninguno.